# أندرو فينغر
اندرو فينغر (بالإنجليزية: Andrew Wenger)‏ (25 ديسمبر 1990 بلانكستر في الولايات المتحدة - ) هو لاعب كرة قدم أمريكي في مركز الهجوم. شارك مع منتخب الولايات المتحدة تحت 20 سنة لكرة القدم. أما مع النوادي، فقد لعب مع إمباكت مونتريال وفيلادلفيا يونيون وهيوستن دينامو وSalem City FC ‏ وريدينغ يونايتد إيسي.

## وصلات خارجية
- اندرو فينغر على موقع الدوري الأمريكي (الإنجليزية)
- اندرو فينغر على موقع قاعدة بيانات كرة القدم.إي يو (الإنجليزية)
- اندرو فينغر على موقع Soccerbase.com (لاعب) (الإنجليزية)
- اندرو فينغر على موقع Soccerway.com (الإنجليزية)
- اندرو فينغر على موقع عالم كرة القدم.نت (الإنجليزية)
- اندرو فينغر على موقع AS.com (الإسبانية)